# Cantonul Marennes
Cantonul Marennes este un canton din arondismentul Rochefort, departamentul Charente-Maritime, regiunea Poitou-Charentes, Franța.

## Comune
| Comune                | Populație (1999) | Cod poștal | Cod INSEE |
| --------------------- | ---------------- | ---------- | --------- |
| Bourcefranc-le-Chapus | 3.275            | 17560      | 17058     |
| Le Gua                | 1.953            | 17600      | 17185     |
| Hiers-Brouage         | 627              | 17320      | 17189     |
| Marennes              | 5.237            | 17320      | 17219     |
| Nieulle-sur-Seudre    | 733              | 17600      | 17265     |
| Saint-Just-Luzac      | 1.738            | 17320      | 17351     |
| Saint-Sornin          | 307              | 17600      | 17406     |